# Busy (canção)
"Busy" é uma canção do cantor e compositor britânico Olly Murs, presente em seu primeiro álbum de estúdio Olly Murs (2010). Foi escrita por Murs, Adam Argyle e Martin Brammer, foi lançada como o quarto e último single do álbum em 27 de maio de 2011. É o seu segundo, e até agora único single que não foi lançado juntamente com um CD single físico. Até hoje, "Busy" já vendeu 49.500, mas foi o seu primeiro single a não conseguir chegar ao Top 40 britânico.

## Antecedentes
A canção foi co-escrita por Murs, juntamente com Adam Argyle e Martin Brammer para o seu primeiro álbum de estúdio, Olly Murs (2010). O single foi lançado com dois b-sides, uma canção inédita chamada "Takes a Lot", e uma versão acústica de "Please Don't Let Me Go". O instrumental da canção foi usada como faixa de apoio para os anúncios de alimentos da Marks & Spencer desde seu ano de lançamento, assim como música tema da comédia Me and Mrs Jones da BBC One.
O lançamento da canção como single foi num momento em que Olly estava em turnê, para promover, foi lançado uma edição limitada juntamente com seu single anterior. A canção foi performada na Radio 1's Big Weekend, em Carlisle em 15 de maio de 2011; no Paul O'Grady Live em 27 de maio de 2011; e no This Morning em 2 de junho de 2011.

## Recepção da crítica
David Griffiths do 4Music descreveu "Busy" "mais uma canção alegre, um pop animado".

## Faixas
| N.º | Título                              | Compositor(es)                         | Duração |  |
| 1.  | "Busy"                              | Olly Murs, Adam Argyle, Martin Brammer | 2:59    |  |
| 2.  | "Takes a Lot"                       | Olly Murs, Phil Thornalley, John Green | 3:00    |  |
| 3.  | "Please Don't Let Me Go" (Acústico) | Olly Murs, Claude Kelly, Steve Robson  | 3:21    |  |
| 4.  | "Busy" (Videoclipe)                 |                                        | 2:58    |  |

## Desempenho nas tabelas musicais
| País — Tabela musical (2011)              | Posição de pico |
| ----------------------------------------- | --------------- |
| Reino Unido (The Official Charts Company) | 45              |

## Release history
| País        | Data               | Formato          |
| ----------- | ------------------ | ---------------- |
| Reino Unido | 27 de maio de 2011 | Download digital |